# سید مرتضی پسندیده
سید مرتضی پسندیده (۱۳ فروردین ۱۲۷۵ – ۲۲ آبان ۱۳۷۵) روحانی و فقیه شیعه و برادر بزرگ روح‌الله خمینی و وکیل شرعی او در منطقهٔ خمین بود.

## زندگی
سید مرتضی پسندیده در ۱۳ فروردین ۱۲۷۵ در شهرستان خمین به دنیا آمد. پدرش سید مصطفی موسوی از روحانیون شاخص خمین بود. او پس از فراگیری دروس مقدماتی در سال ۱۲۸۸ به اصفهان رفت و در آنجا ادبیات، منطق، کلام، فقه، اصول و هیئت و نجوم را نزد استادانی مثل رحیم ارباب و محمدصادق خاتون آبادی آموخت. بعد به نجف رفت و مدّتی را برای ادامهٔ تحصیل در نجف ساکن شد و توانست از عبدالکریم حائری یزدی و آقا ضیاءالدین عراقی اجازهٔ اجتهاد بگیرد. در کنار آن هنگامی که سید حسن مدرس در مدرسه عالی شهید مطهری (مدرسهٔ سپهسالار سابق) فقه و اصول تدریس می‌کرد، پسندیده چند ماهی از شاگردان او بود و سپس به خمین بازگشت و حوزهٔ دروس فقه، اصول، کلام، منطق و نحو را در آن شهر برپا کرد.

### انتخاب نام خانوادگی
سید مصطفی (پدر خمینی و پسندیده) سه پسر و سه دختر داشت. سید مرتضی معروف به پسندیده، سید نورالدین که از محترمان مقیم تهران بود و سید روح‌الله که آخرین فرزندش بود و مولوده آغاخانم، فاطمه خانم و آقازاده خانم. سه برادر سه نام خانوادگی مختلف دارند؛ پسندیده، هندی و مصطفوی.
به موجب قانون اوّلیهٔ ثبت احوال در هر شهر نباید نام خانوادگی اشخاص تکراری می‌شد. حسینعلی بنی‌آدم مأمور سجل احوال در خمین در سال ۱۳۰۴ به سید مرتضی (برادر بزرگ‌تر) می‌گوید که باید نام فامیل انتخاب کنی و شرط می‌گذارد که نباید در ایران تکرار شده باشد. سید مرتضی نام خانوادگی خود و نورالدین را هندی می‌گذارد که برگرفته از نام پدربزرگشان (سید احمد هندی) بود و نام خانوادگی سید روح‌الله برادر کوچک‌تر را برگرفته از نام پدر (سید مصطفی)، مصطفوی گذاشت. با نام فامیل هندی برای سید مرتضی موافقت نشد و از بین پنج یا شش اسم فارسی، وی نام خانوادگی «پسندیده» را انتخاب کرد.

## فعالیت‌های سیاسی

### در زمان رضاشاه
پسندیده در دوران نخست‌وزیری رضاشاه پهلوی در سال‌های ۱۳۰۲ و ۱۳۰۳ همراه سه تن دیگر برای حل برخی مشکلات محلّی با او دیدار کرد و از وی نامه‌ای خطاب به دفتر نخست‌وزیری جهت اصلاح کارش گرفت؛ امّا در ادامه با مشکل روبه‌رو شد که با دخالت سید حسن مدرس حل شد. وی که در مسائل سیاسی کشور فعال بود، در برخی جلسات مدرس شرکت می‌کرد. در روزهای آخر سال ۱۳۰۳، در ماجرای مخالفت مدرس با قدرت‌گیری رضاشاه که باعث سیلی‌خوردن مدرس از حسین بهرامی معروف به احیاءالسلطنه گردید و انتشار خبر آن که موجب تعطیلی بازار تهران و تظاهرات مردم علیه سردار سپه شد، پسندیده از شرکت‌کنندگان در این برنامه بود. او در دورهٔ رضاشاه پهلوی در زمان قانون یک‌دست‌شدن لباس (۱۳۰۹) به دلیل داشتن اجازهٔ اجتهاد، اجازهٔ پوشیدن لباس روحانیت را گرفت.

### در زمان محمدرضا شاه
پس از سقوط رضاشاه پهلوی، پسندیده همراه علمای خمین از جمله، صدرالدین نجفی، زین‌العابدین احمدی و حاج‌میرزارضا نجفی در ۲۲ شهریور ۱۳۲۰ در تلگرامی از محمدعلی فروغی نخست‌وزیر خواست که دولت مانع حجاب‌داشتن زنان نشوند و از فساد اخلاقی جلوگیری کنند. پسندیده با سید ابوالقاسم کاشانی و محمد مصدق نیز ارتباط داشت که می‌توان به شکایت پسندیده در سال ۱۳۳۱ نزد مصدق از دخالت تیمور بختیار در انتخابات و فرستادن نامه به مصدق دربارهٔ مسائل سیاسی اشاره کرد. همچنین وی با کاشانی دیدار می‌کرد و نامه‌های خصوصی دربارهٔ شرایط کشور به او می‌نوشت. وی در یکی از نامه‌ها از کاشانی خواست با مخالفان داخلی سازش کند و دربارهٔ مصدق که شوروی و انگلیس با وی مخالف بودند، نگرانی نداشته باشد. در سال ۱۳۴۱ که روح‌الله خمینی با سیاست‌های شاه در اعلام لایحهٔ انجمن‌های ایالتی و ولایتی مخالفت کرد، پسندیده همراه حسین بهرامی و میرزاعلی جلالی با تحریک کشاورزان در خمین به جمع‌آوری طومار و سامان‌دهی اعتراضات علیه اصلاحات ارضی پرداخت. وی که در آن زمان دفتر اسناد رسمی داشت، حاضر به ثبت اسناد مربوط به اصلاحات ارضی نشد و اعلام کرد این کار را خلاف شرع می‌داند. این اقدام در سازمان اطلاعات و امنیت کشور (ساواک) به منزلهٔ مخالفت با فرمان محمدرضا پهلوی به‌شمار رفت و ساواک از دادگستری خواستار برچیده‌شدن دفتر وی گردید.
سید روح‌الله خمینی پیش از انقلاب از شاگردان برادرش پسندیده بود.

### مبارزه علیه حکومت پهلوی و دستگیری
بعد از دستگیری روح‌الله خمینی پس از قیام ۱۵ خرداد به همراه دیگر مراجع برای اعتراض به تهران آمد. او فردی خطرناک برای حکومت پهلوی شناخته می‌شد و بارها در دادگاه محاکمه شد. سرانجام با مقاومت‌های او حکومت پهلوی تصمیم به تبعید او به خمین را گرفت. چندی بعد بی‌توجه به تبعید، خمین را به مقصد قم ترک کرد و فعالیت‌هایش را ادامه داد تا اینکه به دلیل برپایی مراسم سوگواری در خانهٔ روح‌الله خمینی دستگیر و دوباره به خمین تبعید شد. پس از این نیز چندین بار دیگر به دلیل فعالیت‌هایش ضد حکومت پهلوی، محاکمه یا تبعید شد.
در سال ۱۳۵۴، روح‌الله خمینی، سید مرتضی پسندیده را وکیل خود در دریافت وجوهات شرعی قرار داد.

## پس از انقلاب
سید مرتضی پسندیده پس از پیروزی انقلاب ۱۳۵۷، با صرف‌نظر از موقعیت علمی و مبارزاتی‌اش، چون گذشته، وکالت خمینی را در امور شرعی برعهده گرفت.

## درگذشت
او سرانجام در ۲۲ آبان ۱۳۷۵، در سن ۱۰۰ سالگی درگذشت و پس از تشییع و اقامهٔ نماز توسط محمدتقی بهجت در مسجد بالاسر در آرامگاه فاطمه معصومه به خاک سپرده شد.

## فرزندان و آثار
از پسندیده دو پسر به نام‌های محمدرضا و محمدتقی و سه دختر به نام‌های بدرالسادات، فروغ‌السادات و نزهت‌السادات از همسر دومش به جا مانده است. علاوه‌بر کتاب اسناد ساواک دربارهٔ پسندیده، از وی کتاب خاطرات نیز به کوشش محمدجواد مرادی‌نیا منتشر شده است.

## نامهٔ مشهور پسندیده به برادرش روح‌الله خمینی
تعداد ۹۷۰ نامه توسط پسندیده به خمینی نوشته شده است.
متن نامهٔ پسندیده به برادرش روح‌الله خمینی در تاریخ ۱۵ مرداد ۱۳۶۲:
ناله‌ها از هر سو به گوش می‌رسد و نفرینش به ارباب عمایم عالمی را گرفته است. بر اساس آنچه هر روز مشاهده می‌کنیم و آن چیزهایی که به گوش ما می‌رسد و خودمان احیاناً در جریان آن قرار می‌گیریم، مردم هر ساعت دست به آسمان دارند و آرزوی بازگشت اوضاع گذشته را می‌کنند. آیا این ناله‌ها را شما می‌شنوید؟ یا ماشاءالله با حصاری که دور شما کشیده‌اند، شما هم حکایت آن چوپان را دارید که گرگ به گله‌اش زده بود ولی او بی‌خبر مشغول دوشیدن میش مورد علاقه‌اش بود و هیچ از جای نجنبید تا لحظه‌ای که گرگ سراغ خودش آمد. اوّل میش او را به پنجه‌ای درید، بعد هم خودش را… روزی که در خمین و به دستور حزب جمهوری و با تمهید و توطئه‌ای که گمان ندارم به دور از اطلاع شما بوده، عمامه از سر من کشیدند و از هیچ اهانتی ابا نکردند، من ذره‌ای گلایه نکردم، که روزگار جدمان پیش چشم بود. روزی که آن سید بیچاره را که فقط قصد خدمت داشت و خود شما صد بار گفته بودید که از فرزند به من نزدیک‌تر است، با آن افتضاح از ریاست‌جمهوری خلع کردند و یک بدبخت بد عاقبت را که ادارهٔ یک کاروانسرا هم از عهده‌اش برنمی‌آید، به ریاست‌جمهوری این مملکت بزرگ و معتبر تعیین کردند، به شما گفتم این شیاطین قصد دیگری دارند و می‌خواهند از این عروسک برای اجرای مقاصد خود استفاده کنند؛ امّا شما به جای گوش دادن به این حرف‌های مصلحانه رو در هم کردید و حتی حرمت برادر بزرگ را هم رعایت ننمودید. من که مثل عقیل بن ابوطالب مال و جا و مقام نخواسته بودم که شما حکم به داغ کردن دلم دادید و سر پیری اهانتی به من روا داشتید که در زمان شاه هم کسی جرأت اعمال آن را نداشت.
روزی که دستور دادید همهٔ صندوق‌ها را به نام علی آقا خامنه‌ای باز کنند، من و دو سه آدم دلسوز که حداقل یکی‌شان، یعنی شیخ علی آقا تهرانی بیست سال شاگرد خاص و مورد محبت شما بود، به شما نوشتیم که این انتخاب ایران را بر باد می‌دهد، گوش نکردید و حالا می‌بینید آنچه نباید می‌دیدید. این همه خون‌ها ریخته شد، این همه جنایات وقوع پیدا کرد که از ذکر آن به خود می‌لرزم که مبادا قطره‌ای از این خون‌ها به سبب اخوت (برادری) من و شما دامن مرا بگیرد. فقط برای اینکه شما به جای گوش سپردن به آن‌ها که هم به اسلام و هم به ایران علاقه‌مند بودند، گوش به شیاطین دادید. شما چگونه بر مسند ولایت می‌نشینید؟ به آدم‌های بدنامی مثل رفسنجانی و مشکینی و صانعی و جلادانی مثل آن شیخ بدکاره گیلانی و موسوی تبریزی و ده‌ها و ده‌ها آدم خبیث و بد عهد را قدرت و مقام می‌دهید. آن‌وقت سادات عالی‌قدری را مثل حاج آقا حسن قمی، سبط آن افتخار ازلی تشیع، حاج آقا حسین قمی (طاب ثراه) و آقای حاج سید کاظم شریعتمداری، مرجع بر حق شیعه مولا علی را به آن خفت، خانه‌نشین می‌کنید و مرجعیت را از آن‌ها سلب می‌کنید، از آن‌ها که خود با اشک و ناله‌های من بیست سال پیش حکم مرجعیت شما را امضا کردند و به شاه دادند تا از آزار و توهین به شما ممانعت شود.
شما خود بهتر از هر کسی می‌دانید که من از ابتدا با مداخلهٔ روحانیون در امور کشوری و لشگری مخالف بودم و به شما گفتم وقتی ما مصدر کار شویم، اگر کارها مطابق خواست مردم نباشد، همهٔ نفرت متوجه ما خواهد شد و درنهایت اسلام ضرر خواهد دید. آیا امروز نتیجه‌ای به‌جز این حاصل شده است؟ این مردمی که در راه اسلام از جان می‌گذشتند و در زمان شاه از فکلی و بازاری و دانشجو و زن، شعائر دینی را محترم می‌داشتند، امروز نه به دین توجهی دارند و نه برای شعائر دینی ارزشی قائل‌اند. آن‌ها می‌گویند که اگر دین این است که اولیای جمهوری اسلامی اعمال می‌کنند، بهتر است ما کافر باشیم و اصلاً اسم مسلمان روی ما نباشد. با سیاست‌های غلط جمعی منبری و مدرس که از ادارهٔ خانهٔ خودشان هم عاجزند، امروز ایران به نهایت ذلّت و خواری در دنیا افتاده است. حتی یک دوست برای ما باقی نمانده است. من با چند روحانی شیعهٔ پاکستانی اخیراً حرف می‌زدم، آن‌ها از وضع ایران گریه می‌کردند و می‌گفتند در کشور ما سابق شیعه مقام و ارزشی داشت ولی حالا ما تا اسم تشیع را می‌آوریم، می‌گویند لابد مثل ایران. آقای حاج آقا صدر به من می‌گفت، مردم لبنان که در غیبت آقا موسی صدر چشم به ایران داشتند، امروز خیلی از ایران زده شده‌اند. این چه معنا دارد که ما اسلحه از اسرائیل بخریم و بعد از جنگ با اسرائیل و تحریر جنوب لبنان سخن بگوییم. بنده در مورد جنگ و مسائل آن حرف نمی‌زنم که خود مثنوی هفتاد من کاغذ است. فقط می‌گویم آیا به گوش شما نمی‌رسد که بعضی از نور چشمی‌ها چه دست‌اندازی‌ها به بیت‌المال مسلمین به اسم جنگ و کمک به جنگ‌زدگان کرده‌اند. بیش از ۳ ماه است بنده برای دیدن شما وقت خواسته‌ام ولی دفتر شما مرتب می‌گویند وقت ندارید. آن‌وقت هر روز ملای فلان ده و دادستان بهمان قصبه را به حضور می‌پذیرید؛ چون لابد به جز مدح و ثنا نمی‌گویند و بدبختانه شاید چون خداوند تبارک به من لسان مداحی نداده، حتی باید از برادر خود محروم بمانم.
بنده گمان دارم که با ارسال این نامه لابد تضییقات و گرفتاری‌ها برای ما بیشتر خواهد شد ولی چون چند روزی است که حس می‌کنم هر لحظه ممکن است که حق تعالی آرزویم را اجابت کند و اجازهٔ ترک این جهنم فانی را عنایت فرماید، لذا به عنوان وصیت یا توصیه یا خداحافظی برادری با برادرش این جملات را نوشتم. شما وصیت‌نامه می‌نویسید و برای خود جانشین تعیین می‌کنید، پس چرا به یکباره اسمش را نمی‌گذارید سلطنت اسلامی به جای جمهوری؟ مگر رسول اکرم جانشین توی وصیت‌نامه تعیین کرد؟ به‌جز اینکه مولا علی را که معصوم و منتخب الهی بود، به مردم عرضه داشت. شما کدام معصوم را در اطرافتان می‌بینید؟ شیخ علی منتظری را که به اندازهٔ یک مدرس ساده هم قدرت درک و فهم ندارد؟ شیخ علی مشکینی را که کراهت نفس او کاملاً از منظرش هویداست؟ بله؛ کدام معصوم را دیده‌اید؟
۱۴ قرن مردم تشخیص می‌دادند که کدام مرجع اعظم است و کدام یک از علما قابل احترام و اعتماد. حال روزنامه‌ها یک روزه یک شیخ را آیةالعظمی می‌کنند و دیگری را افقه‌الفقها. آن شیخ گیلانی جلاد آیت‌الله می‌شود و دسته‌دسته ثقةالاسلام و حجةالاسلام از کارخانهٔ حکومتی بیرون می‌آید. اسمش را هم گذاشته‌اند حکومت جمهوری اسلامی و مسرورید که حکم خدا را در زمین اجرا کرده‌اید؟ خوشا به سعادت آن‌ها که همان روزهای نخست رفتند و این روزها را ندیدند. من نیز دیر یا زود می‌روم، تنها وحشتم برای شماست.
خداوند همه را به راه راست هدایت کند.
۲۵ شوال ۱۴۰۳ قمری
قم-مرتضی پسندیده